# Ferrovia Mallow-Tralee
La ferrovia Mallow-Tralee è una linea ferroviaria irlandese che collega Mallow, contea di Cork, alla città di Tralee, nella contea di Kerry.
La gestione delle infrastrutture e dei servizi è affidata a Iarnród Éireann (IÉ)

## Storia
La Great Southern and Western Railway (GS&WR) aprì all'esercizio la linea per Killarney nel 1853, per proseguire fino a Tralee nel 1859.
Nel 1871 da Gortatlea si diramò un breve raccordo per Castleisland.
Come avvenne per le altre linee della GS&WR, la ferrovia nel 1925 entrò a far parte della rete della Great Southern Railways (GSR) e nel 1945 in quella della Córas Iompair Éireann (CIÉ)
Nel 1947, la CIÉ chiuse al traffico la diramazione per Castleisland sia al traffico passeggeri sia a quello merci. Dieci anni dopo, essa ripristinò quest'ultimo tipo di traffico il quale fu mantenuto fino al 1977 con la soppressione definitiva della diramazione. Il binario fu disarmato nel 1988.

## Caratteristiche
La linea è una ferrovia a binario semplice non elettrificato. Lo scartamento adottato è quello di 1600 mm, che è lo standard delle linee ferroviarie irlandesi.

## Percorso
|  |  | Continuation backward |

|  |  | Unknown route-map component "eABZg+l" | Unknown route-map component "exCONTfq" |  |

|  |  | Station on track |

|  |  | Unknown route-map component "ABZgl" | Unknown route-map component "CONTfq" |  |

|  |  | Unknown route-map component "eHST" |

|  |  | Station on track |

|  | Unknown route-map component "exCONTgq" | Unknown route-map component "eABZgr" |  |  |

|  |  | Unknown route-map component "eHST" |

|  |  | Station on track |

|  |  | Station on track |

|  |  | Unknown route-map component "eBHF" |

|  |  | Unknown route-map component "eBHF" |

|  |  | Unknown route-map component "eABZgl" | Unknown route-map component "exCONTfq" |  |

|  |  | Unknown route-map component "ABZgl" | Unknown route-map component "STR+r" |  |

|  |  | Straight track | End station |  |

|  |  | Unknown route-map component "eBHF" |

|  |  | Unknown route-map component "eABZg+l" | Unknown route-map component "exCONTfq" |  |

|  | Airport | Station on track |  |  |

|  | Unknown route-map component "exKBHFa" | Straight track |  |  |

|  | Unknown route-map component "exSTRl" | Unknown route-map component "eABZg+r" |  |  |

|  |  | Unknown route-map component "eBHF" |

|  |  | Unknown route-map component "KBHFxe" |

|  | Unknown route-map component "exCONTgq" | Unknown route-map component "exABZgr" |  |  |

|  |  | Unknown route-map component "exCONTf" |

La stazione di Killarney si trova al termine di una breve diramazione dalla linea principale il cui innesto è denominato Killarney Check. Per entrare in stazione, i treni provenienti da quella di Tralee devono invertire la marcia dopo aver oltrepassato il Killarney Check; quelli in uscita dalla stazione e diretti a Tralee, devono dirigersi verso Mallow, oltrepassare il Killarney Check e invertire la marcia.